# Castello di La Palma
Il castello di La Palma (in gallego: Castelo da Palma) è una fortezza militare nella città di Mugardos, provincia della Coruña, nella comunità autonoma della Galizia. Risale al XVI secolo.

## Storia

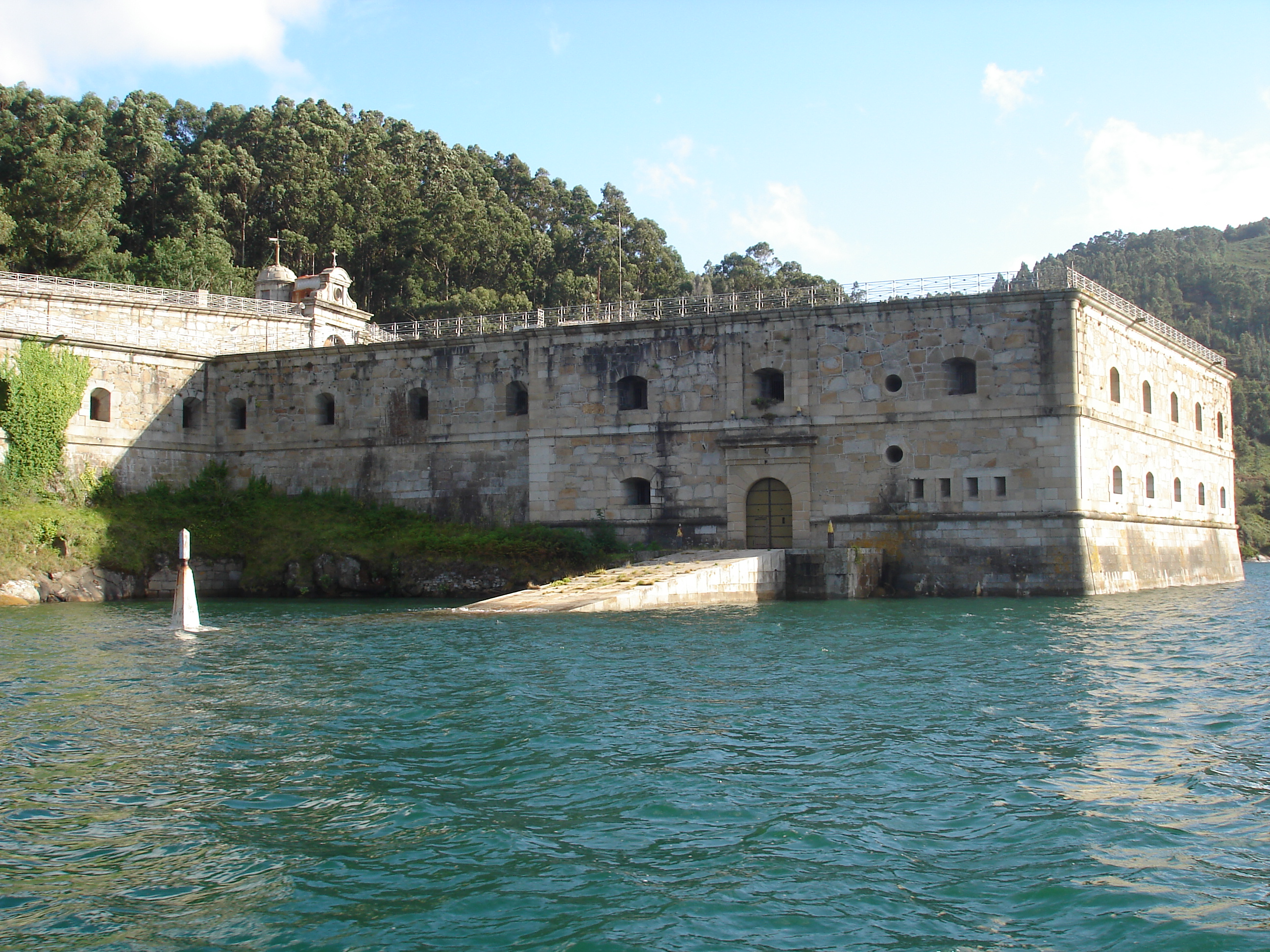
Castello visto dalla Ría de Ferrol.

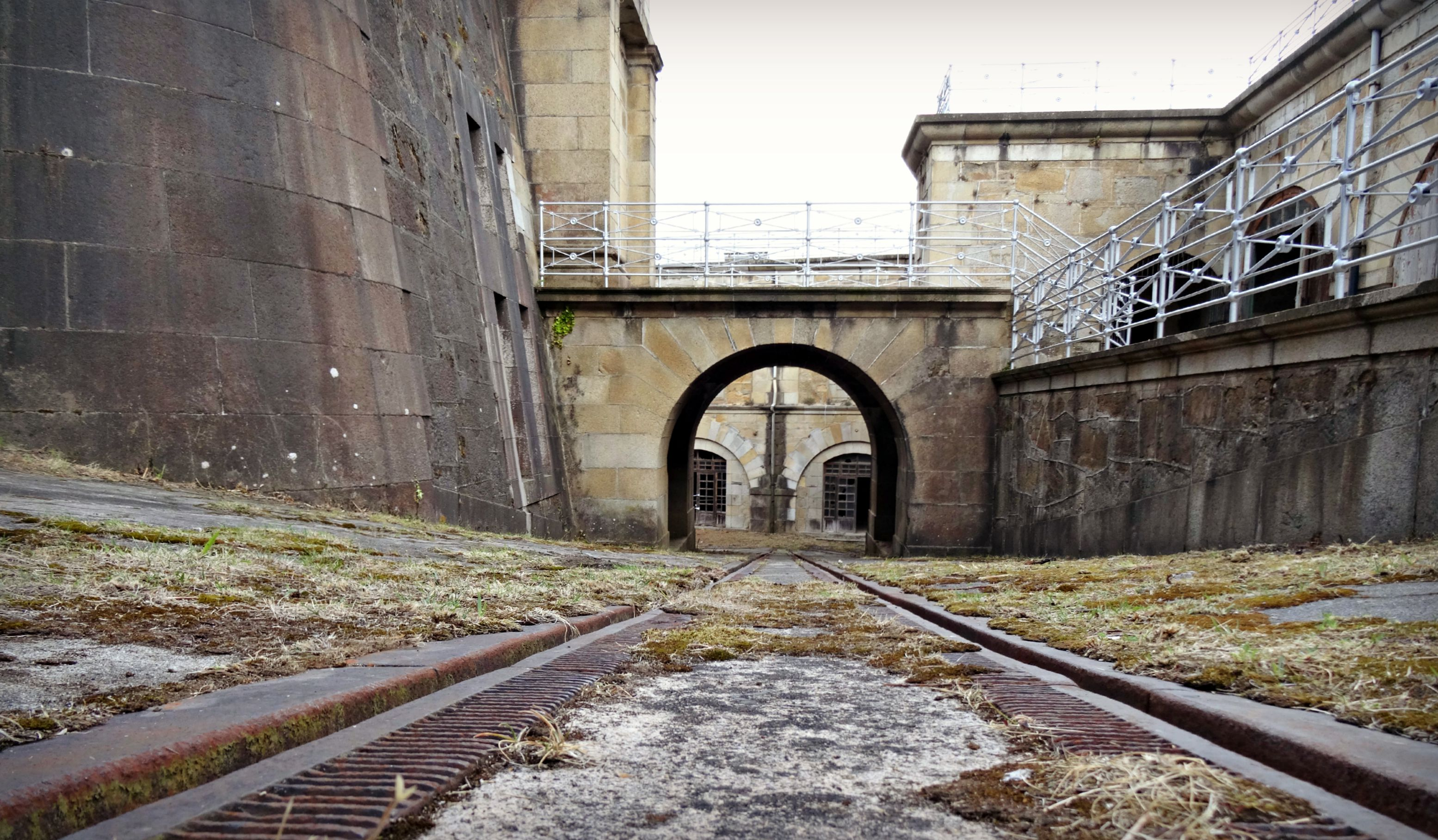
Ferrovia per gli spostamenti interni

Il castello originario di La Palma risale al 1597, costruito in un'insenatura della Ría de Ferrol di fronte al castello di San Felipe. La costruzione venne completamente restaurata nell'ultimo periodo del XIX secolo.
Nel castello fece sosta anche Maria Anna di Neuburg, consorte del re di Spagna Carlo II e sembra che dopo il suo soggiorno la cittadina di Mugardos sia stata insignita del titolo di Villa Reale.
Con l'inizio del XXI secolo è diventato una proprietà privata in attesa di lavori per sanare il suo stato di degrago ma essendo un luogo di interesse pubblico viene aperto alle visite almeno alcuni giorni all'anno.

### Cella di Tejero
Tra le funzioni svolte dal castello in tempi moderni vi fu anche quella di carcere militare e in questa struttura venne imprigionato per alcuni mesi negli anni ottanta l'allora tenente colonnello della Guardia Civil spagnola Antonio Tejero, uno dei principali capi del tentato colpo di Stato in Spagna del 1981. 
In seguito Tejero fu trasferito nel carcere di Alcalá de Henares.
La cella dove venne rinchiuso è fornita, oltre che dei mobili di una normale stanza, anche di una cucina e di un soggiorno.

## Descrizione
La fortezza è posizionata quasi di fronte al castello di San Felipe, sull'altra sponda della Ría de Ferrol. Molto vicino si trova anche il castello di San Martín. Tra questo e il castello di San Felipe era presente una catena stesa sotto la superficie dell'acqua che impediva l'ingresso di navi inglesi o francesi alla baia durante i momenti di conflitto. Le rovine del castello di San Martín sono visibili dalla parte alta della fortificazione. Rispetto al castello di San Felipe sembra di dimensioni più contenute ma in realta occupa una maggior metratura.
Interessante dal punto di vista dell'architettura militare e logistico è il sistema che veniva utilizzato per spostare le merci che arrivavano al porto interno. Una ferrovia nella struttura permetteva ai carrelli su rotaia trainati da animali di far arrivare cibo e munizioni nei depositi e nei magazzini della fortezza.
Alcune parti non sono pienamente agibili versando in cattivo stato di conservazione ma sono ammesse visite in alcuni giorni dell'anno.